# Willa gen. von Driesena
Willa gen. von Driesena – drewniana zabytkowa willa położona w Białymstoku w centrum miasta przy ul. Świętojańskiej 17.

## Historia
W drugiej połowie XIX wieku budowla należała do mieszczańskiej rodziny Malinowskich. W 1889 willę kupił generał major Mikołaj Fiodorowicz baron von Driesen, po czym budynek został gruntownie wyremontowany. W 1898 generał sprzedał swoją posiadłość Abramowi Tyktinowi, w związku z awansem i przeniesieniem do Dyneburga. W 1904 willa zmieniła właściciela, została ona odkupiona przez Adelę Hasbach.
Po śmierci właścicielki rezydencję przejęła rodzina Beckerów, a po nich Anna Łukasiewicz. W 1944 budynek poddano skomunalizowaniu, w 1984 został wykupiony przez Krajową Agencję Wydawniczą, następnie w 1990 przejęty przez Muzeum Podlaskie w Białymstoku. Obecnie od 1993 w willi znajduje się Muzeum Rzeźby Alfonsa Karnego.